# Góra Ropczycka

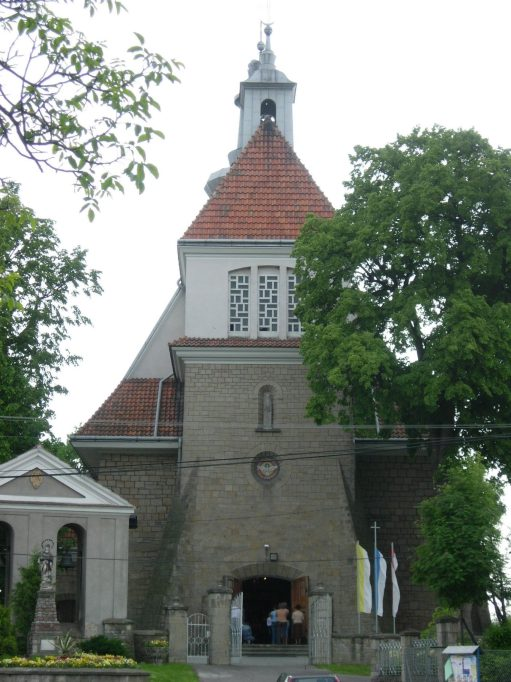
Kościół parafialny pw. św. Jakuba

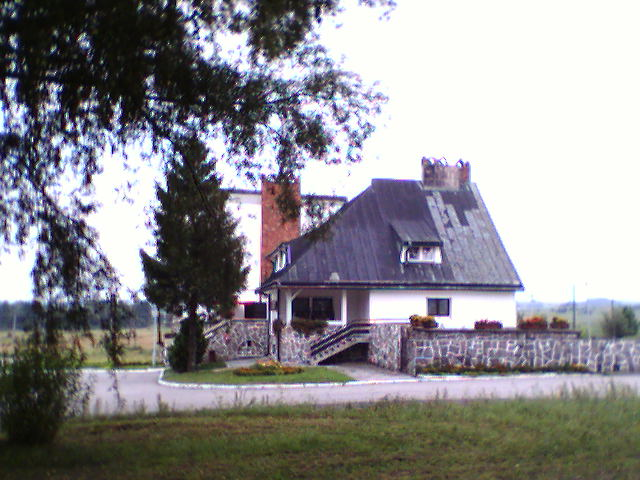
Zajazd "Pod Górą"

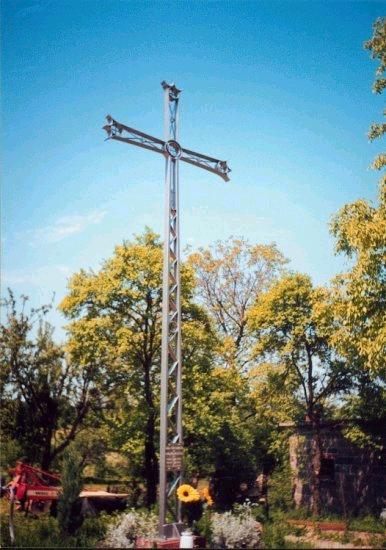
Krzyż milenijny

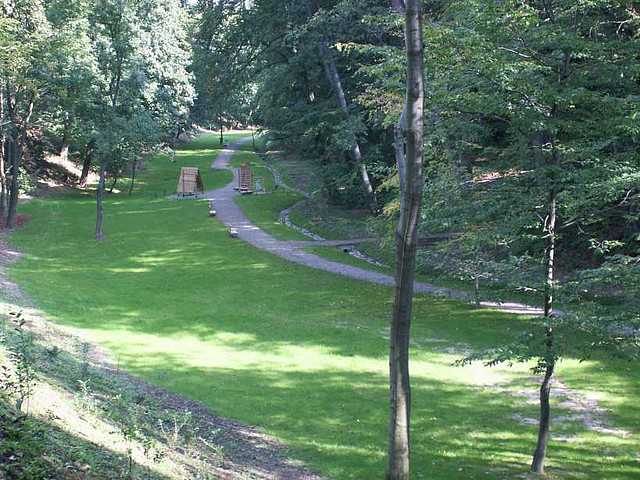
Widok na park Buczyna

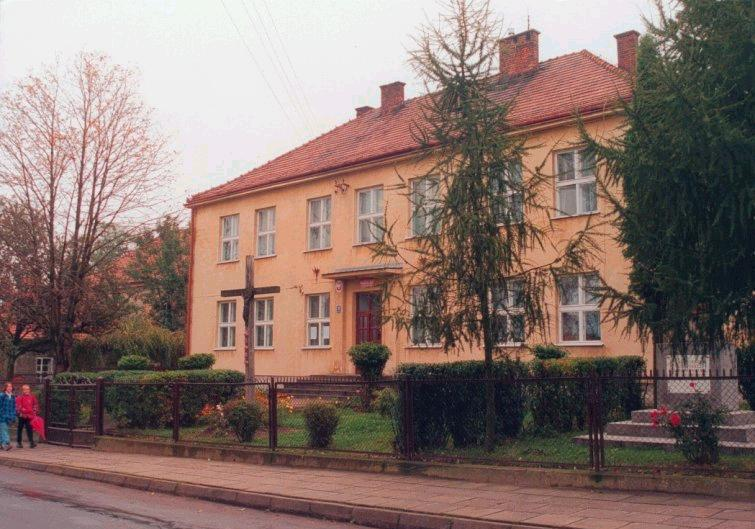
Szkoła w Górze Ropczyckiej

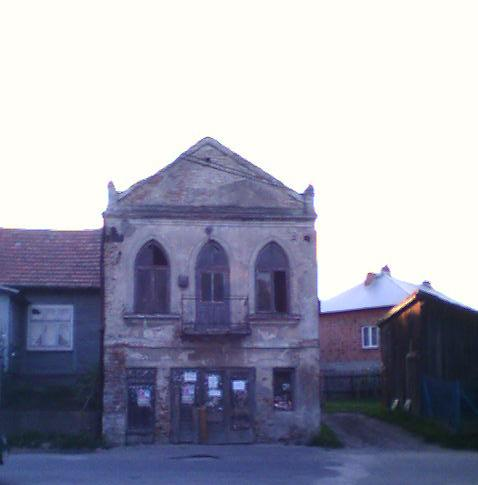
Remiza strażacka

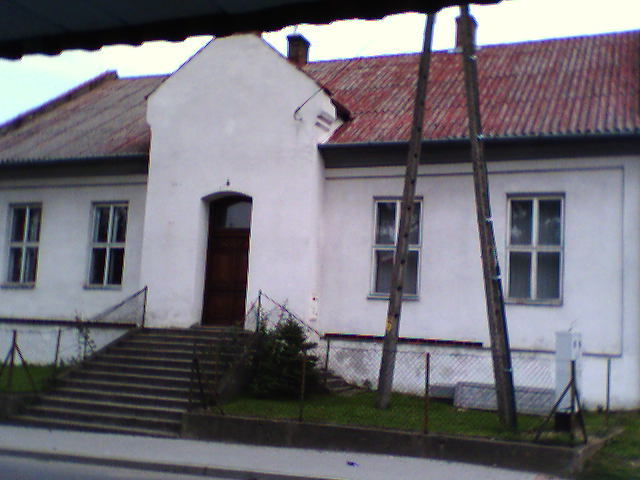
Budynek Szkoły z początku XX wieku

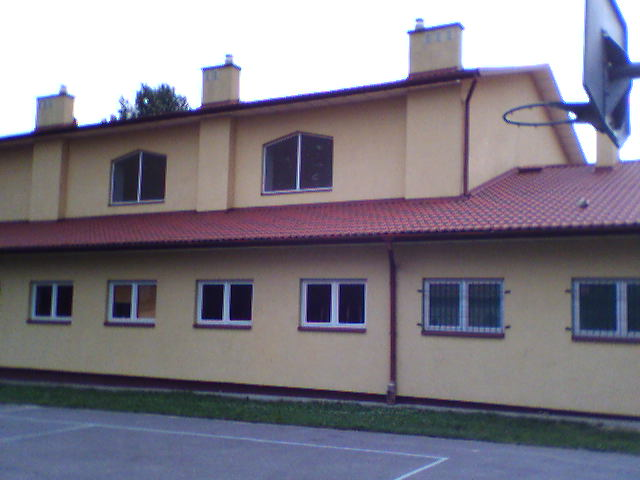
Zespół Szkół w Górze Ropczyckiej

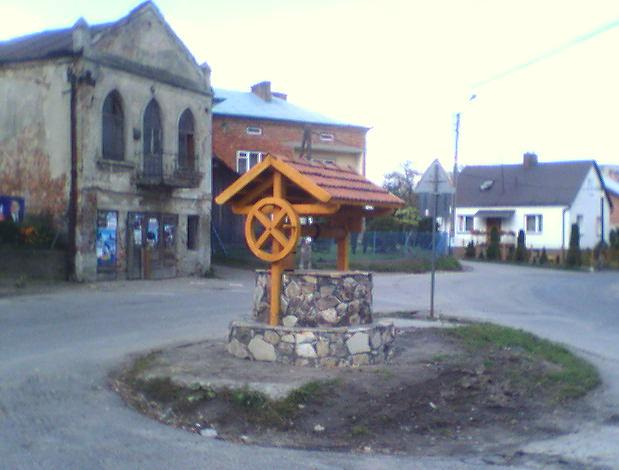
Odbudowana studnia

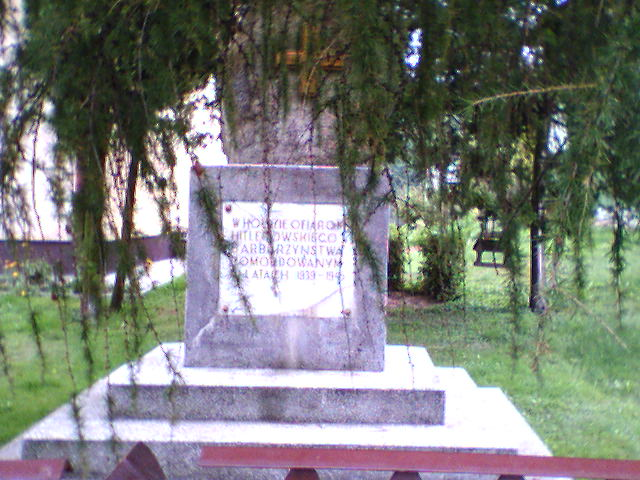
Pomnik poświęcony ofiarom II wojny światowej

Góra Ropczycka – wieś w Polsce położona w województwie podkarpackim, w powiecie ropczycko-sędziszowskim, w gminie Sędziszów Małopolski.
W 1614 roku była siedzibą starostwa ropczyckiego i wchodziła w skład tzw. "tenuty ropczyckiej" (łac. Tenuta Ropczice sive Gora). Podczas rządów austriackich Góra Ropczycka  była siedzibą gminy Góra  w powiecie Tarnowskim.
W latach 1975–1998 miejscowość administracyjnie należała do województwa rzeszowskiego.
Miejscowość jest siedzibą parafii św. Jakuba Starszego Apostoła, należącej do dekanatu Sędziszów Małopolski, diecezji rzeszowskiej.

## Części wsi
| SIMC    | Nazwa  | Rodzaj     |
| ------- | ------ | ---------- |
| 0660802 | Budy   | przysiółek |
| 0660819 | Nawsie | część wsi  |

## Geografia
Wieś położona jest na południowy zachód od Sędziszowa Małopolskiego. Opływają ją rzeki: Budzisz (dawniej Zagórka) oraz Gnojnica.
Miejscowość ta jest położona na wzniesieniu dominującym nad całą okolicą. Pierwotnie zajmowała znacznie większą powierzchnię - wschodnią granicę wyznaczała rzeka Budzisz zaś na północy graniczyła z Borkiem Wielkim.

## Historia
Lokowanie wsi na prawie polskim lub niemieckim datuje się na wieki XIII lub XIV. W 1346 roku miejscowość była już siedzibą parafii. Wieś od początków istnienia wchodziła w skład majątków królewskich i należała do tzw. dzierżawy ropczyckiej, której tenutariuszem był w połowie XV wieku Jan Czyżowski, starosta krakowski, prawo dzierżawy dożywotniej uzyskał też dla żony Barbary ze Sporawy w 1514 roku (pod koniec wspólna dzierżawa z Janem Świerczowskim). Potem dzierżawcą był Jan Tarnowski (prawdopodobny budowniczy dworu w Górze). W tym czasie Góra miała obowiązki stacyjne wobec dworu i w czasie wojny kokoszej król Zygmunt Stary był gościem Jana Tarnowskiego.
Następni tenutariusze to Mikołaj Zborowski, Jan Tarnowski syn hetmana Tarnowskiego - Jan Krzysztof (mąż Zofii Odrowąż) i był do 1567 roku współwłaścicielem klucza sędziszowskiego. Po jego śmierci tenutariuszem Góry, Borku i Boreczku został Jan Ossowski - kasztelan połaniecki (1577).
W 1614 roku klucz ropczycki został wydzielony jako oficjalne Starostwo Ropczyckie z siedzibą w Gorze. Dobra te z biegiem lat, były bądź to zastawiane za pożyczone sumy lub wydzierżawiane ludziom zasłużonym dla króla. Użytkowali je :  Mikołaj Spytek z Bobrka Ligęza, Krzysztof Baldwin Ossoliński, a w XVII wieku przejęła je rodzina Potockich i dzierżawiła do połowy XVIII wieku. W 1772 r. nastąpił rozbiór Polski i Góra znalazła się w obrębie Austro-Węgier.
W trzeciej ćwierci XVIII wieku właścicielem jej był Gabriel Bobrowicz Jaworski  ożeniony z Teklą Batowską. Po I rozbiorze Polski władze austriackie sprywatyzowały dawną królewszczyznę, która trafiła do rąk Jaworskiego. Za jego czasów został przebudowany dwór, założono park (jego odnowiona część przetrwała do dziś). Na przełomie XVIII i XIX wieku majątek, po ojcu, odziedziczyła jego córka Katarzyna, która wyszła za mąż za Franciszka Ksawerego Starzeńskiego wnosząc mu w posagu Górę. Kazimierz uznany za potomka Ksawerego w młodości brał udział w Powstaniu Listopadowym. Był pułkownikiem armii austriackiej, zasłynął podczas rzezi galicyjskiej w 1846 roku, kiedy to rozpędził gromadę chłopów maszerujących od Zagorzyc by ograbić dwór w Górze. Jednym strzałem zabił dwóch przywódców-rabusiów, jadących na koniu. W odziedziczonych dobrach w 1846 roku przystosował zabudowania folwarczne w Górze Ropczyckiej na koszary dla szkolonych i stacjonujących tam Krakusów.
Kazimierz Starzyński sprzedał Górę Ropczycką Adamowi Potockiemu, który posiadał już dobra ropczyckie. Dobra te jednak były obciążone prawem dożywocia hr. Kazimierza Starzeńskiego,Z pierwszego małżeństwa Kazimierz nie miał potomstwa. Rok przed śmiercią Kazimierz ożenił się z konkubiną, z którą miał trójkę dzieci. Potoccy uważali że to spisek i pozbawili spadkobierców praw majątkowych,dzieci Kazimierza otrzymały jedynie tytuły hrabiowskie. 
Generalnym spadkobiercą po zmarłym 15 czerwca 1872 roku Adamie Potockim został Artur Potocki, który to aktem z 24 maja 1882 roku zawartym w Paryżu i drugim w Krzeszowicach 3 lipca tegoż roku ze spadkobiercami hr. de Mailly, nabył oficjalnie dobra sędziszowskie łącznie z Górą Ropczycką. Właścicielem tych dóbr był krótko (1882-1890), po jego śmierci dobra te przeszły na starszą córkę Zofię (od 1897) żonę Zdzisława Tarnowskiego, dziedzica Dzikowa. Góra Ropczycka była największym folwarkiem należącym do Zofii hr. Tarnowskiej. Majątek ten był wzorowo administrowany, świadectwem tego są zachowane w archiwum krakowskim na Wawelu księgi rachunkowe. Ogólny zarząd tych dóbr w latach 1878-1900 spoczywał w rękach Ignacego Deissenberga, zwany naczelnym komisarzem dóbr sędziszowskich. Funkcję tę później przejmowali: Sydon Roth, Bronisław Czerny, Czesław Gawarecki (od 1903-I wojna światowa).
Ostatnim właścicielem Góry Ropczyckiej był hrabia Andrzej Tarnowski - W 1939 roku, po wybuchu II wojny światowej wyjechał z żoną Zofią poprzez Bałkany i Egipt do Anglii. W Egipcie doszło do rozstania, Zofia działała w Czerwonym Krzyżu  i wyszła za mąż za Stanleya Mossa. Majątek przeszedł pod zarząd niemiecki a w okresie powojennym popadł w ruinę. Miejscowa ludność rozebrała parkan otaczający park, a stworzenie PGR dokończyło dzieła zniszczenia.

### Etymologia nazwy wsi
Pierwszy człon nazwy ma odzwierciedlenie w rzeczywistym położeniu wsi, która ulokowana jest na wzniesieniu.
Miejscowość od początków istnienia nosiła nazwę Góra (łac. Gora) i była własnością królewską, dlatego by odróżnić ją od innych Gór otrzymała drugi człon Królewska (łac. Gora Regalis). Dopiero zaborcze władze austriackie dodały drugi człon nazwy Ropczycka (ze względu na położenie w powiecie ropczyckim).

## Zabytki
- Dwór - wybudowany pod koniec XVIII wieku dla Gabriela Jaworskiego. Pierwotnie założony został na planie kwadratu, lecz w 1938 roku ówczesny właściciel, Andrzej Tarnowski, dobudował po bokach dwie parterowe przybudówki. Elewacja frontowa poprzedzona jest gankiem, wspartym na czterech filarach. Fasadę wieńczy trójkątny szczyt. Kompleks położony jest tuż obok dawnego parku dworskiego. Dwór jest częściowo podpiwniczony. Obecnie istnieją plany dotyczące renowacji tego obiektu.
- Koszary - w pobliżu zespołu dworskiego wznoszą się ruiny koszar wybudowanych w 1866 roku dla pułku Krakusów przez Kazimierza Starzeńskiego - właściciela majątku, później przeznaczone na oficynę dworską. Do dziś zachowały się jedynie ściany jednego skrzydła oraz część muru, który kiedyś otaczał dziedziniec, z wieżą w jednym z narożników. Wieżyczka narożna, tzw. pralnia, została zbudowana w XVIII wieku tak jak i mur ogrodzeniowy, który otaczał czworokątny dziedziniec od strony wschodniej i północnej. Lodownia z XIX wieku jest usytuowana na płn.-wsch. od pralni.
- Kaplica Kazimierza i Teofili Starzeńskich - wzniesiona około 1870 roku. W wąwozie parku dworskiego znajduje się Kaplica grobowa Starzeńskich z podziemną kryptą. Neogotycka, wzniesiona na planie prostokąta, ozdobiona jest herbem Lis-Starzeńskich. Miejsce pochówku Teofilii i Kazimierza Starzeńskich - obecnie odrestaurowana.
- Remiza strażacka - wybudowana w 1924 r. Obecnie budynek stoi pusty - jest znacznie zniszczony. Władze gminne podjęły próbę jego ratowania i na rok 2008 przewidziana jest jego renowacja.
- Budynek szkoły - z początku XX wieku (prawdopodobnie z 1901 roku).
- Figury Świętych Wojciecha i Stanisława - z początku XIX wieku. Według dawnego układu kompozycyjnego stały przy głównej drodze wiodącej do zespołu pałacowo-dworskiego.
- Kapliczki przydrożne – pochodzą z XIX wieku. Tuż za kościołem parafialnym znajduje się kapliczka na miejscu której znajdował się pierwszy kościół parafialny.
- Kościół parafialny pw. św. Jakuba - w kościele znajdują się ołtarze z przełomu XVIII i XIX wieku oraz zabytkowe figury i obrazy. Wcześniej w Górze Ropczyckiej wybudowano cztery kościoły. Pierwszy kościół stał do 1660 roku, kiedy to został zniszczony (wymieniony w Liber beneficiorum). Druga świątynia zbudowana została w 1683 roku i rozebrana w 1931 roku z powodu złego stanu technicznego. Trzecia świątynia (drewniany barak) zbudowany w 1931 roku, został przeniesiony do parafii Niedźwiada w 1951 roku. Obecny, czwarty kościół, wybudowany został w 1954 roku. Świątynia ma prostą bryłę wzbogaconą, solidną, czworoboczną wieżą. Kościół ogrodzony jest betonowym murem. Przed kościołem znajduje się dzwonnica. Wystrój wnętrza kościoła jest barokowy. Wewnątrz znajduje się rzeźba Chrystusa Ukrzyżowanego z II poł. XVII wieku, w łuku tęczowym, a także obrazy Matki Boskiej z Dzieciątkiem Św. Józefem, tzw. Madonna z Loreto (kopia z I poł. XVII wieku). Znajdują się tu także dzieła Rafaela Santi: Matka Boska z Dzieciątkiem w typie S, Maria Maggiore z 1796 roku oraz Matka Bolesna z początku XVII wieku. Zabytkowe świeczniki kryształowe, kielichy, figurki aniołków, obraz w ołtarzu bocznym pochodzący z głównego ołtarza dawnego kościoła, monstrancja promienista, tabernakulum rokokowe, kropielniczka miedziana, ornat, sygnaturka. W Kościele znajduje się również kamienna chrzcielnica z przełomu XVIII i XIX wieku z herbem Lis. W przedsionku, tuż za drzwiami wejściowymi, umieszczona jest płaskorzeźba, przedstawiająca młodą kobietę w greckich szatach, wspartą na cokole, z urną i z bocianem u stóp. Przed rzeźbą znajduje się żelazne ogrodzenie. U góry widnieje napis: Rodzicom Tekli Zbatowskich i Gabrielowi Hrabiemu Jaworskiemu wdzięczna córka Katarzyna Hrabina Starzeńska ten pomnik położyła. Przez położenie tego pomnika Katarzyna hrabina Starzeńska uczciła pamięć rodziców. Trzeci kościół był pokryty czerwoną dachówką, której część jest na obecnym dachu kościoła. Również posadzka w kaplicy i prezbiterium pochodzi z dawnego kościoła jak również sprzęty, obrazy, figurki i ołtarze.
- Sklep wybudowany w 1849 roku (dawniej karczma) obecnie Sieć Handlowa "Delikatesy
- Odbudowana zabytkowa studnia znajdująca się tuż obok zabytkowej remizy strażackiej.Studnia o głębokości 35 m. Z założenia miała być dodatkowym źródłem wody jednak okazało się, że woda z niej nadaje się tylko do celów gospodarczych (zawiera dużo rdzawki). Według miejscowej legendy studnię zbudowano na miejscu poprzedniej studni zwanej "studnią kaźni". Przed wiekami wrzucano do niej skazańców. Dno było najeżone nożami i człowiek umierał w potwornych męczarniach.
- Cmentarz – pojawił się na mapach katastralnych w 1849 roku oraz zabytkowe nagrobki.

## Turystyka i rekreacja

### Rekreacja
- Park "Buczyna" - został założony w XVIII wieku przez rodzinę Starzeńskich - stanowił on zespół pałacowo-parkowy. Do dzisiaj z dworskiego parku zachowały się: potężne buki, jesiony, graby, dęby, lipy, klony, robinie akacjowe, platan (w przeszłości miejsce miłosnych schadzek hr Katarzyny Starzeńskiej) oraz dęby stożkowe, pochodzące prawdopodobnie z dawnych klombów. Wschodnią granicę zespołu dworsko-parkowego tworzy wąwóz z zadrzewieniem liściastym - tzw. Buczyną, dochodzące do trzech stawów podworskich (wyremontowanych w 2003 roku) o łącznej powierzchni 0,74 ha. Stawy wykonane są w tzw. układzie paciorkowym - woda z położonych na różnej wysokości stawów przelewa się przez system zastawek do niżej położonych stawów. Wczesną wiosną park pokrywa się kobiercem białych zawilców. W 2006 roku park "Buczyna" został odrestaurowany: odnowiono dolinę (tzw. wąwóz) oraz wykonano ławeczki, ścieżki spacerowe, tablice informacyjne, nasadzono nowe krzewy i drzewa (700 sztuk), umodelowano korony zabytkowych drzew, odnowiono kaplicę grobową Starzeńskich, odrestaurowano trzy stawy podworskie.
- Ścieżka przyrodniczo-dydaktyczna "Buczyna" - wytyczona w 2007, obejmuje swym zasięgiem cały obszar Góry Ropczyckiej: 
  - park "Buczyna" wraz z podworskimi stawami,
  - dwór,
  - kapliczki i figurki świętych,
  - kościół parafialny,
  - remizę strażacką wraz ze studnią,
  - platan klonolistny,
  - koszary,
  - historię szkolnictwa w Górze Ropczyckiej,Ksawerego Mikołaj Starzeńskiego
  - kaplicę grobową Starzeńskich,
  - florę i faunę Góry Ropczyckiej,
  - historię rodów zarządzających wsią.

### Baza turystyczno-gastronomiczna
- Zajazd "Pod Górą" (miejsca noclegowe oraz restauracja)
- Pizzeria i dyskoteka "Anarchia"
- Sieć Handlowa "Delikatesy Centrum" oraz Sieć delikatesów "Groszek"
- Stacja paliw PKN Orlen oraz prywatna stacja paliw w Górze Ropczyckiej
- Gospodarstwo Rolne "Góra Ropczycka"